# Unidos das Vilas do Retiro
O Grêmio Recreativo Escola de Samba Unidos das Vilas do Retiro é uma escola de samba de Juiz de Fora, Minas Gerais.

## História
A Unidos das Vilas do Retiro surgiu no dia 30 de janeiro de 1988, a partir de Jorge Santos (Jorginho), que com sua visão cultural, identificou no bairro Retiro existia celeiro de vários bambas, a partir daí, foi se articulando sua diretoria vários nomes da comunidade, suas cores são do Associação Recreativa e Esportiva Santo Oraida, o verde e branco.
Em 1988, com o enredo sobre o assessor de relações públicas da Liga das Escolas de Samba, Fernando Luiz Baldiotti, denominado Fernando Luiz, uma vida de samba, futebol e carnaval, e em 1990, quando apresentou o enredo Dentro de você ainda existe uma história de amor, a escola conseguiu grande visibilidade no carnaval Juizforano.
Com a saída de Jorginho, a escola ficou cinco anos sem desfilar. tentou retornar em 1995, mas, novamente, voltou a afastar do carnaval. mas em 2007, quando Paulinho Santos, com apoio da SPM local, retomou a responsabilidade de organizar a escola, nos anos de 2008 e 2009, desfilou apenas no seu bairro, mas em 2010, desfilou sozinha pelo Grupo C, com o enredo O Índio, o Branco e o Negro – Arquétipo Cultural do Mestiço Brasileiro, se credenciando a desfilar no Grupo B, em 2011.

## Segmentos

### Presidentes
| Nome               | Mandato   | Ref.  |
| ------------------ | --------- | ----- |
| Cristina Fortunato | 2016/2018 | [ 1 ] |

### Diretores
| Ano  | Diretor de Carnaval | Diretor geral de harmonia | Mestre de bateria | Ref.  |
| ---- | ------------------- | ------------------------- | ----------------- | ----- |
| 2016 | Pedro Salles        | Doxinha                   | Philipe Lana      | [ 1 ] |
| 2017 | pedro Salles        | Jesus                     | Philipe Lana      |       |
|      |                     |                           |                   |       |

### Coreógrafo
| Ano  | Nome          | Ref. |
| ---- | ------------- | ---- |
| 2016 | Rodrigo Silva |      |
| 2017 | Mario Jorge   |      |

### Casal de Mestre-sala e Porta-bandeira
| Ano  | Nome               | Ref.  |
| ---- | ------------------ | ----- |
| 2013 | Weverton e Bia     | [ 1 ] |
| 2016 | Alcione e Weverton |       |
| 2017 | Alcione e Carlos   |       |

### Rainhas de bateria
| Período     | Rainha     | Madrinha   | Musa           |
| ----------- | ---------- | ---------- | -------------- |
| 2010 á 2016 | Dany Ester | Dany Ester | -              |
| 2016        | Dany Ester | Dany Ester | Marcela Santos |

## Carnavais
| Ano  | Colocação   | Grupo          | Enredo | Carnavalesco                                                         | Intérprete                                       | Ref.               |
| ---- | ----------- | -------------- | --- | -------------------------------------------------------------------- | ------------------------------------------------ | ------------------ |
| 2010 | Campeã      | C              | O Índio, o Branco e o Negro – Arquétipo Cultural do Mestiço Brasileiro                                                                                   | Adriano Silva                                                        | Nascimento Banha                                 | [ 2 ] [ 3 ]        |
| 2011 | 3º lugar    | B              | Arte negra na legendária terra dos orixás... Compositores: Edson gaguinho, Dani Coutinho, Batista coqueiral, Ary Arantes, Fabiano Barbosa, Welton Silva. | comissão do carnaval                                                 | Banha Ary arantes Gaguinho                       | [ 5 ] [ 6 ]        |
| 2012 | Vice-campeã | B              | Juiz de Fora – A pioneira Manchester mineira | comissão do carnaval                                                 | Nascimento Banha Ary arantes Gaguinho            | [ 5 ] [ 7 ] [ 8 ]  |
| 2013 | 6º lugar    | A              | Beth Carvalho | Paulinho Santos, Flávio, Neco, Iris, Ney Gerald, Cláudio e Masterfly | Banha Ary arantes Gaguinho                       | [ 1 ] [ 9 ] [ 10 ] |
| 2014 | vice-Campeã | B              | Ilusão | Diomario de Deus                                                     | Felipe do Cavaco Leleco Boca Miuda e Ari Arantes | [ 11 ]             |
| 2015 | 5º lugar    | A              | Assombrações | Diomario de Deus                                                     |                                                  |                    |
| 2016 | -           | B              | - | -                                                                    | -                                                |                    |
| 2017 | Campeã      | B              | a Manchester mineira, 50 anos de alegria no carnaval, sua história, eu me lembro, casos e curiosidades (readaptação ao enredo de 2012)                   | carnavalesco e comissão do carnaval                                  | 1°Felipe Abrão 2°Wevertton 3°Pavão               |                    |
| 2023 | vice-Campeã | grupo especial | Maravilhas e mistérios do Mar | Gilber Rosa                                                          | 1°Felipe Abrão 2°Wevertton                       |                    |